# ستيفن أودونيل (لاعب كرة قدم إسكتلندي)
ستيفن أودونيل (بالإنجليزية: Stephen O'Donnell)‏ (11 مايو 1992 في المملكة المتحدة - ) هو لاعب كرة قدم إسكتلندي في مركز الظهير. شارك مع منتخب إسكتلندا تحت 21 سنة لكرة القدم. أما مع النوادي، فقد لعب مع نادي بارتيك ثيسل ونادي سلتيك ونادي لوتون تاون.

## مسيرته الكروية
لعب ستيفن أودونيل خلال مسيرته الاحترافية مع 3 أندية في تسعة مواسم وسجل خلالها 15 هدفًا ضمن 281 مباراة. ولم يفز بأي موسم بالكأس أو بالدوري.
خاض ستيفن أودونيل مسيرته مع نادي بارتيك ثيسل في موسم 2011–12 ليلعب معه أربعة مواسم، مشاركًا في 120 مباراة سجل خلالها 9 أهداف. ثم انتقل إلى نادي لوتون تاون في موسم 2015–16 ولمدة موسمين، حيث شارك في 60 مباراة سجل خلالها هدفًا واحدًا. لينتقل بعدها إلى نادي كيلمارنوك في موسم 2017–18 واستمر معه طيلة ثلاثة مواسم، مشاركًا في 101 مباراة سجل خلالها 5 أهداف.

## وصلات خارجية
- ستيفن أودونيل (لاعب كرة قدم اسكتلندي) على موقع الاتحاد الدولي (مؤرشف)  (الإنجليزية)
- ستيفن أودونيل (لاعب كرة قدم اسكتلندي) على موقع الاتحاد الأوربي (الإنجليزية)
- ستيفن أودونيل (لاعب كرة قدم اسكتلندي) على موقع الاتحاد الإسكتلندي (الإنجليزية)
- ستيفن أودونيل (لاعب كرة قدم اسكتلندي) على موقع إي إس بي إن إف سي (الإنجليزية)
- ستيفن أودونيل (لاعب كرة قدم اسكتلندي) على موقع قاعدة بيانات كرة القدم.إي يو (الإنجليزية)
- ستيفن أودونيل (لاعب كرة قدم اسكتلندي) على موقع ناشيونال فوتبول تيمز (الإنجليزية)
- ستيفن أودونيل (لاعب كرة قدم اسكتلندي) على موقع Soccerbase.com (لاعب) (الإنجليزية)
- ستيفن أودونيل (لاعب كرة قدم اسكتلندي) على موقع Soccerway.com (الإنجليزية)
- ستيفن أودونيل (لاعب كرة قدم اسكتلندي) على موقع عالم كرة القدم.نت (الإنجليزية)